# 하복 (마블 코믹스)
하복(Havok, 본명: 알렉산더 "알렉스" 서머스, Alexander "Alex" Summers)는 마블 코믹스에서 등장하는 슈퍼히어로 공상 캐릭터이고 엑스맨의 멤버이다. 공동 작가 아놀드 드레이크, 돈 헤크 그리고 닐 애덤스가 창작했으며, 1969년 3월 언캐니 엑스맨 #54에서 처음으로 등장한다. 하복은 강력하고 파괴적인 "플라즈마 블라스트"를 생성, 방출할 수 있는 능력을 지녔고, 이를 조절하는데 어려움을 겪어왔다. 그의 플라즈마 블래스트는 가슴 또는 손에서 방출된다. 그는 커세어의 아들이고, 엑스맨의 사이클롭스의 동생이며, 벌칸의 형이다. 형인 사이클롭스와 사이가 좋지 않아 갈등을 자주 겪는다. 작중에서 사이클롭스의 옵틱 블래스트와 하복의 플라즈마 블래스트가 부딪쳤을 때 옵틱 블래스트가 밀려 능력 자체로만 보면 하복이 사이클롭스보다 강하다는 것이 확인되었다.
하복과 그의 오랜 기간 연애 상대인 폴라리스는 사랑과 증오 관계에 있는 팀에 있었고, 자주 그들을 팀으로 끌여들어왔다. 그 둘은 1990년대 펜타곤의 지원을 받았던 뮤턴트 팀 엑스팩터의 멤버이다. 엑스펙터가 해산된후, 하복은 신기한 평행 세계를 발견해내며 뮤턴트 엑스에 주역이 되었다. 그는 엑스맨에 돌아온 이후, 시아 제국의 지배를 끝내기 위해 스타재머스의 지도자 역할을 맡고 있다.
미국 출신의 배우 루커스 틸이 2011년에 개봉한 슈퍼히어로 영화 엑스맨: 퍼스트 클래스에서 엑스맨의 멤버인, 하복 역을 연기하여 영화에서 큰 비중을 차지하였다. 틸은 2014년에 개봉한 영화 엑스맨: 데이즈 오브 퓨처 패스트에서 같은 역으로 다시 출연하였다.